# لرناگیوغ
لرناگیوغ (به ارمنی: Լեռնագյուղ) یک روستای کوچک در ارمنستان است که در استان شیراک واقع شده‌است.  در  کیلومتری شمال گیومری، مرکز استان شیراک واقع شده است.

## خصوصیات
لرناگیوغ ۴۲ نفر جمعیت دارد و در ارتفاع  متر بالاتر از سطح دریا قرار گرفته است.